# Sela na Krasu
Sela na Krasu so naselje v Občini Miren - Kostanjevica.
So strnjena vas na zahodnem robu Komenskega Krasa pod Strloko na nadmorski višini 231 metrov, ki šteje 156 prebivalcev. Glede na svojo lego Sela nudijo razgled na Jadransko morje, ki je še lepši z bližnjega vrha Kremenjak v obmejni Rebri. Cesta za Sela se odcepi od glavne ceste Opatje selo–Kostanjevica in nas skozi Hudi Log in Korita pripelje v Sela in se nato strmo spusti v Brestovico, ki je že v komenski občini. Na začetku vasi je odcep krajevne ceste Sela–Vojščica, ki je bila asfaltirana leta 1996 in je pomenila eno prvih investicij nove občine. V bližini Sel so kraške jame Trščica, Ljubljanca, Figovca, Globoka dolina ali Bučeva jama ter Drejčkova jama. Na vaškem trgu je župnijska cerkev Marije Vnebovzete, tu je pa tudi vaški vodnjak, ki ga je krajevna skupnost pred kratkim obnovila. Za popestritev vaške podobe je pomembna tudi osmica.

## Krajevna skupnost Sela na Krasu
Krajevna Skupnost Sela na Krasu je ena manjših krajevnih skupnosti v Občini Miren - Kostanjevica. Tvorijo jo tri naselja: Hudi Log, Korita in Sela na Krasu. Po popisu leta 2002 je v navedenih naseljih skupaj prebivalo 225 prebivalcev ali približno toliko kot v sosednji Vojščici. Večina ljudi je zaposlenih v dolini na Goriškem, kmetijstvo pa jim pomeni le postransko dejavnost.

## Zgodovina
Staro izročilo pravi, da so tod nekoč pasli ovce in da je bilo prvotno naselje v Koritih. Šele pozneje, ko je tam paše zmanjkalo, naj bi se prebivalci s čredami vred preselili v Sela in Hudi Log, kar naj bi izhajalo iz oznake Gozdni log. Borov gozdič, ki se razpenja preko Strlokve, preko lahno se dvigajočega se pobočja od Vojščice do Sel, Korit in Hudega Loga, iz roda v rod čuvajo, da bi požar dragocenega drevja ne uničil. Prav v tem borovem gozdu se je v minuli vojni bila ena najbolj krvavih bitk med na hitro zbranimi partizani in nemškimi oklepniki.. »Tukaj smo Slovenci«, so z upornimi, a zgovornimi črkami izpisali na porušenih hišah ob koncu svetovne vojne leta 1945, da bi s tem tudi mednarodni razmejitveni komisiji jasno dopovedali, na katero stran meje želijo priti. 
Čeprav so tod vselej živeli Slovenci, so se morali kot zapostavljeni in izpostavljeni desetniki s težavo prebijati v času Avstro-Ogrske. Med prvo svetovno vojno prvo svetovno vojno je prav tukajšnje odročne trate in globeli potekala najbolj krvava fronta te vojne. Na ozkem pobočju kraške planote okrog Sel in sosednjega Doberdoba ter Fajtjega hriba so se med letoma 1915 in 1918 tolkli Italijani z avstrijsko vojsko, v kateri je bilo nič koliko slovenskih vojakov, ki so jih trgale italijanske granate, ne da bi prav vedeli, ali branijo svojo slovensko zemljo ali zgolj cesarsko ječo narodov. 
Vsekakor so avstrijske oblasti – podobno kot so skoraj 30 let pozneje postopali nacisti z »banditi« in Židi – nekega dne večino prebivalcev prisilno razselili in z živinskimi vagoni razvozili po notranjosti Avstrije. Ko so se ob koncu prve svetovne vojne ljudje vrnili v razrušene domačije, je na Krasu oblast že prevzela Italija. Na njihovo že tako sivo revščino je vrgel svojo dušečo črno senco še fašizem. Vendar ne Nemci, ne fašisti, ne poznejši italijanski izdajalci, ne umikajoči se četniki niso mogli zlomiti njihovega odpora in življenjske sile. Prebivalci Sel, Korit in Hudega Loga se niso bojevali samo na svoji zemlji ampak tudi v Italiji, Alžiriji, Visu, Sredozemlju in na sremski fronti.
Po drugi svetovni vojni je bilo potrebno domače kraje ponovno oživeti. Z vizijo načrtov o gladkih asfaltiranih cestah, vodovodu in telefonu so razprave o ponovnem  praznovanju krajevnega praznika in povezovanju preko meje postavili na stvarne temelje.Prvič so svoj krajevni praznik, v spomin na tragični dan 31. maja 1944, ko so Nemci vas Sela na Krasu požgali in odgnali 9 talcev, zabeležili leta 1959. 
Za svobodo je padlo 36 ljudi iz Sel, Hudega loga in Korit

## Dogodki

### Kraški pohod brez meja
Na pobudo Športno kulturnega društva Kremenjak iz Jamelj (v sosednji Italiji) je v letu 1996 prišlo do prvega skupno organiziranega pohoda pod imenom »Kraški pohod brez meja«.
Pohod je organiziran v pozni jeseni, tretjo nedeljo v oktobru, ravno zaradi značilnosti Krasa v tem obdobju. Pohodniki lahko občudujejo kraško naravo v tem letnem času v vsej lepoti, v tisočerih barvah ruja in ob lepem vremenu se pogled ustavi na morju, Furlaniji vse tja do Alp in Dolomitov. 
Smisel pohoda je, da povezuje ljudi iz te in one strani bivše meje, druži, sklepa nova poznanstva, predvsem pa izničuje pomembnost bivše meje, daje vero v dobro soseske odnose.
Dolžnost in obveza krajevne skupnosti je, da se trudi z izboljšavami in popestritvami sam pohod narediti še bolj odmeven, s tem pa tudi utrditi in izboljšati sodelovanje s Slovenci v Italiji.